# ASB9
ASB9 (англ. Ankyrin repeat and SOCS box containing 9) – білок, який кодується однойменним геном, розташованим у людей на короткому плечі X-хромосоми. Довжина поліпептидного ланцюга білка становить 294 амінокислот, а молекулярна маса — 31 858.
| 10         |  | 20         |  | 30         |  | 40         |  | 50         |
| ---------- |  | ---------- |  | ---------- |  | ---------- |  | ---------- |
| MDGKQGGMDG |  | SKPAGPRDFP |  | GIRLLSNPLM |  | GDAVSDWSPM |  | HEAAIHGHQL |
| SLRNLISQGW |  | AVNIITADHV |  | SPLHEACLGG |  | HLSCVKILLK |  | HGAQVNGVTA |
| DWHTPLFNAC |  | VSGSWDCVNL |  | LLQHGASVQP |  | ESDLASPIHE |  | AARRGHVECV |
| NSLIAYGGNI |  | DHKISHLGTP |  | LYLACENQQR |  | ACVKKLLESG |  | ADVNQGKGQD |
| SPLHAVARTA |  | SEELACLLMD |  | FGADTQAKNA |  | EGKRPVELVP |  | PESPLAQLFL |
| EREGPPSLMQ |  | LCRLRIRKCF |  | GIQQHHKITK |  | LVLPEDLKQF |  | LLHL       |

A: Аланін

C: Цистеїн

D: Аспарагінова кислота

E: Глутамінова кислота

F: Фенілаланін

G: Гліцин

H: Гістидин

I: Ізолейцин

K: Лізин

L: Лейцин

M: Метіонін

N: Аспарагін

P: Пролін

Q: Глутамін

R: Аргінін

S: Серин

T: Треонін

V: Валін

W: Триптофан

Кодований геном білок за функцією належить до фосфопротеїнів. 
Задіяний у таких біологічних процесах, як убіквітинування білків, ацетилювання, альтернативний сплайсинг. 
Локалізований у мітохондрії.